# (35350) Lespaul
(35350) Lespaul est un astéroïde de la ceinture principale.

## Description
(35350) Lespaul est un astéroïde de la ceinture principale. Il fut découvert le 8 juin 1997 à La Silla par Eric Walter Elst. Il présente une orbite caractérisée par un demi-grand axe de 3,20 UA, une excentricité de 0,12 et une inclinaison de 5,1° par rapport à l'écliptique.

## Compléments